# Sparganopseustis elimata
Sparganopseustis elimata es una especie de polilla del género Sparganopseustis, categorizada en la tribu Sparganothini, de la subfamilia Tortricinae. Fue descrita por Meyrick en 1930.
Fue publicada en Exotic Microlepid. 3: 611. Se distribuye por América del Sur: Ecuador, en Hacienda Cayandeled, Riobamba.